# Opper-Silezisch voetbalkampioenschap 1908/09
In 1908/09 werd het derde Opper-Silezisch voetbalkampioenschap gespeeld, dat georganiseerd werd door de Zuidoost-Duitse voetbalbond.
De competitie werd verdeeld over twee groepen, de Gau Ratibor en Gau Kattowitz. SC Beuthen trok zich terug uit het kampioenschap.
Preußen Kattowitz werd kampioen en plaatste zich voor de Zuidoost-Duitse eindronde. De club versloeg ATV Liegnitz en verloor in de finale van SC Alemannia Cottbus.

## Bezirksklasse

### Gau Ratibor
| Plaats | Club                  | Wed. | W              | G              | V              | Saldo          | Ptn            |                |
| ------ | --------------------- | ---- | -------------- | -------------- | -------------- | -------------- | -------------- | -------------- |
| 1.     | FC Ratibor 03         | 6    | 5              | 0              | 1              | 41:6           | 10:2           |                |
| 2.     | FC Preußen 06 Ratibor | 6    | 4              | 0              | 2              | 31:19          | 8:4            |                |
| 3.     | SC Preußen Cosel (1)  | 6    | 1              | 0              | 5              | 18:1           | 2:10           |                |
| 4.     | SV Schlesien Ratibor  | 6    | 0              | 0              | 6              | 0:64           | 0:12           |                |
| 5.     | SC Beuthen            |      | Teruggetrokken | Teruggetrokken | Teruggetrokken | Teruggetrokken | Teruggetrokken | Teruggetrokken |

(1): Cosel trok zich na de heenronde terug, de resterende wedstrijden werden als overwinning voor de tegenstander geteld.  
|  | Geplaatst voor finale |

### Gau Kattowitz
| Plaats | Club                    | Wed. | W | G | V | Saldo | Ptn  |
| ------ | ----------------------- | ---- | - | - | - | ----- | ---- |
| 1.     | FC Preußen 05 Kattowitz | 8    | 7 | 0 | 1 | 60:12 | 14:2 |
| 2.     | SC Diana Kattowitz      | 8    | 6 | 0 | 2 | 33:21 | 12:4 |
| 3.     | Kattowitzer SC          | 8    | 3 | 1 | 4 | 21:52 | 7:9  |
| 4.     | SC Germania Kattowitz   | 8    | 3 | 0 | 5 | 25:33 | 6:10 |
| 5.     | SC Borussia Myslowitz   | 8    | 0 | 1 | 7 | 11:32 | 1:15 |

|  | Geplaatst voor finale |
|  | Degradatie            |

### Finale
Preußen Kattowitz won de finale, de uitslag is niet meer bekend.
|  | Kampioen, geplaatst voor Zuidoost-Duitse eindronde |